# Everlasting Love (Gloria Estefan)
Everlasting Love è un singolo della cantante cubano-americana Gloria Estefan del 1994, cover dell'omonimo brano di Robert Knight. Il singolo fu pubblicato su etichetta Epic Records. Venne anche inserito nella raccolta Everlasting Gloria! dell'anno successivo.

## Tracce
CD maxi
1. Everlasting Love (Classic Paradise Radio Mix) 	4:00
2. Everlasting Love (Classic Paradise Mix) 	8:51
3. Everlasting Love (Moran's Marathon Dub) 	9:52
4. Everlasting Love (Hacienda Mix) 	8:13
5. Everlasting Love (Deep Love Dub) 	7:08
6. Everlasting Love (Hacienda Dub) 	8:15
7. Don't Let The Sun Go Down On Me 	6:06

### Classifiche
| Classifica  | Posizione massima |
| ----------- | ----------------- |
| Regno Unito | 19                |
| Stati Uniti | 27                |

## Video musicale
Nel video scorrono varie scene in cui alcune ragazze indossano vestiti sempre diversi, in una sorta di "sfilata".
Al video non poté partecipare Gloria Estefan, in quanto in attesa di un bambino.